# Pazuzu (groupe)
Ne doit pas être confondu avec Oranssi Pazuzu.
Pour les articles homonymes, voir Pazuzu (homonymie).
Pazuzu est un groupe autrichien de dark wave, originaire de Vienne. Il s'agit d'un projet parallèle des membres de Summoning.

## Histoire
Pazuzu est formé en 1993 et son nom s'inspire du démon homonyme,. Il s'agit d'un projet parallèle formé par Protector (Richard Lederer) et Silenius (Michael Gregor), également créateur du groupe dark wave Die Verbannten Kinder Evas et membre, pour Silenius, du groupe black metal Abigor. Il implique également le vocaliste Pazuzu (Ray Wells), qui n'a pas écrit de musique pour son projet, donc, avant le second album.
Le premier album, And All Was Silent, est publié en 1995 et entièrement composé par Silenius et Protector, avec la collaboration de Trifixion, Empress Lilith et d'autres musiciens. Il reprend le contenu de la démo, plus de nouveaux titres. Définie par ses auteurs, sur la pochette du disque, comme des Necrospirituals, la musique consiste en des incantations, discours, dialogues, sur fond de percussions tribales, sonorités médiévales ou orientalisantes, plages ambient, bruitages, etc. Le premier album contient 14 chansons pour un total de 54 minutes.
En 1997, le groupe publie son deuxième album studio Awaken the Dragon, qui est accueilli d'une manière mitigée par la presse spécialisée,. En 1998, Raymond Wells devient le seul membre permanent du groupe. En octobre 1999 sort le troisième et dernier album connu du groupe, III: The End of Ages au label Avantgarde Music .

## Membres

### Dernier membre
- Pazuzu (Raymond Wells aka Pazuzu) – tous les instruments (1993-1999)

### Anciens membres
- Silenius – clavier, chant (1994-1995)
- Protector – clavier, chant (1994-1995)
- Minh Ninjao – chant (1994-1995)
- Empress Lilith – chant (1994-1995)
- Trifixion of the Horned King – chant (1994-1995)

## Discographie
- 1994 : The Urilia Text (split avec Summoning)
- 1995 : And All Was Silent
- 1997 : Awaken the Dragon
- 1999 : III: The End of Ages